# جامعه و تاریخ
جامعه و تاریخ کتابی از مرتضی مطهری است که پنجمین کتاب از مجموعه‌ای است که با عنوان مقدمه‌ای بر جهان‌بینی اسلامی از او منتشر شده‌است.
مجموعه مقدمه‌ای بر جهان‌بینی اسلامی مشتمل بر هفت بخش است:
1. انسان و ایمان
2. جهان‌بینی توحیدی
3. وحی و نبوت
4. انسان در قرآن
5. جامعه و تاریخ
6. امامت و رهبری
7. زندگی جاوید و حیات اخروی

## مقدمه
مطهری در مقدمه می‌نویسد:
نوع شناخت یک مکتب از جامعه و از تاریخ و طرز برداشت آن از این دو، نقش تعیین‌کننده‌ای در ایدئولوژی آن مکتب دارد. از اینرو ضرورت دارد در متن جهان‌بینی اسلامی، طرز نگرش اسلام به جامعه و به تاریخ روشن گردد. بدیهی است که اسلام نه مکتب جامعه‌شناسی است و نه فلسفه تاریخ، در کتاب آسمانی اسلام هیچ مطلب اجتماعی یا تاریخی با زبان معمول جامعه‌شناسی یا فلسفه تاریخ طرح نشده‌است. هنچانکه هیچ مطلب دیگر اخلاقی، فقهی، فلسفی و غیره با زبان معمول و در لفافه اصطلاحات رایج و تقسیم‌بندی‌های مرسوم بیان نشده‌است. در عین حال مسایل زیادی از آن علوم، کاملاً قابل استنباط و استخراج است.

## فهرست
جامعه
جامعه چیست؟
آیا جامعه وجود اصیل و عینی دارد؟
جامعه و سنت
جبر یا اختیار
تقسیمات و قطب‌بندی‌های جامعه
یگانگی و چندگانگی جامعه از نظر ماهیت
آینده جامعه‌ها
تاریخ
تاریخ چیست؟
تاریخ علمی
اعتبار و بی‌اعتباری تاریخ نقلی
علیت در تاریخ
آیا طبیعت تاریخ مادی است؟
مبانی نظریه مادیت تاریخ
نتایج نظریه مادیت تاریخ
انتقادها
1. بی‌دلیلی
2. تجدیدنظر پایه‌گذاران
3. نقض تطابق جبری زیربنا و روبنا
4. عدم تطابق پایگاه طبقاتی ایدئولوژیک
5. استقلال رشد فرهنگی
6. ماتریالیسم تاریخی خود را نقض می‌کند

اسلام و مادیت تاریخی
انتقاد
1. استراتژی دعوت
2. عنوان مکتب
3. شرایط و موانع پذیرش
4. تعالی و انحطاط جوامع

تحول و تطور تاریخ
نقش شخصیت در تاریخ